# Père Lachaise
Père Lachaise är en station i Paris metro som öppnade 1903 på linje 2 samt på linje 3 1904. Stationen har fått sitt namn från kyrkogården som ligger ovanför stationen som heter Père-Lachaise.

## Galleri

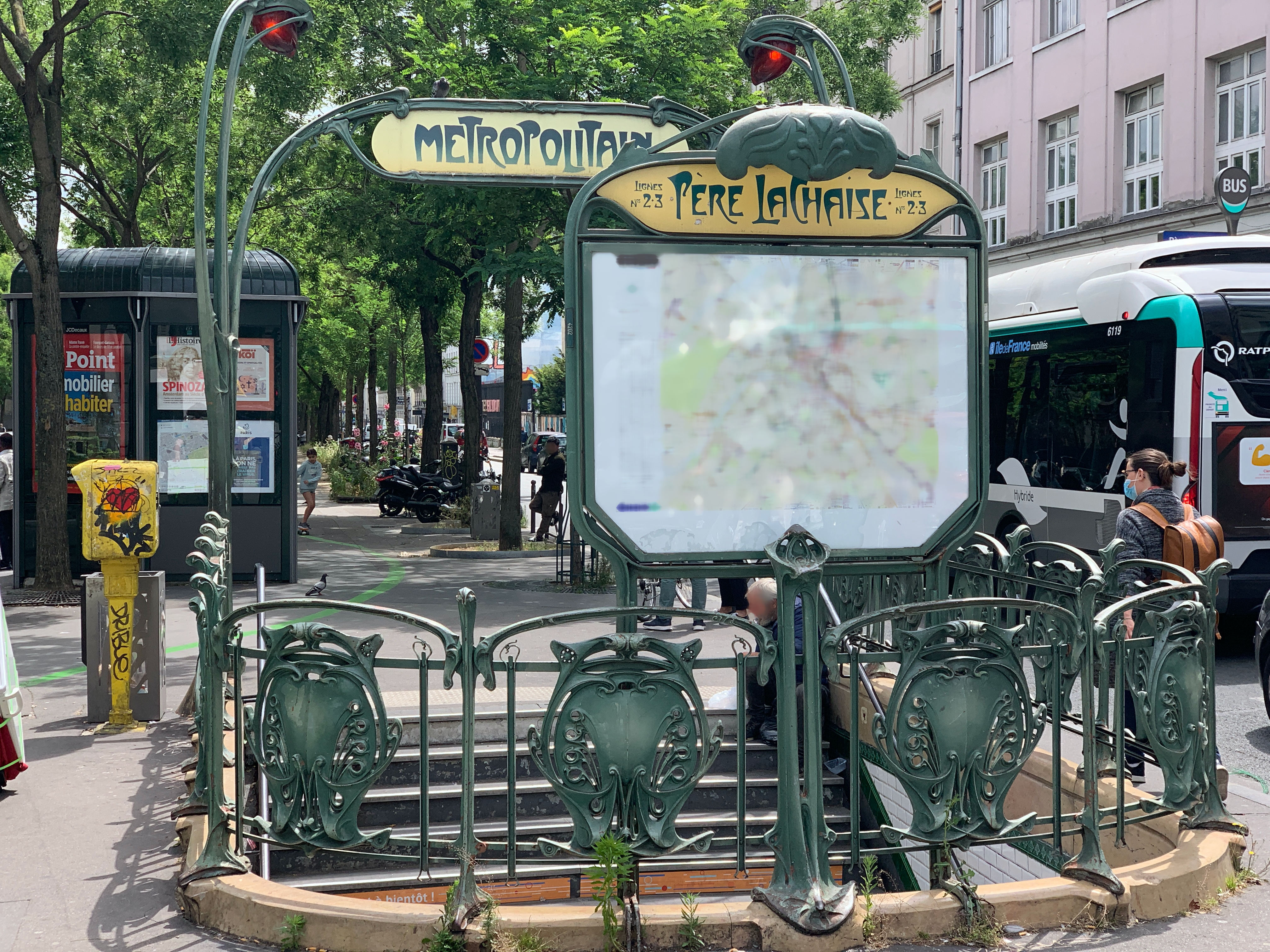
Entré
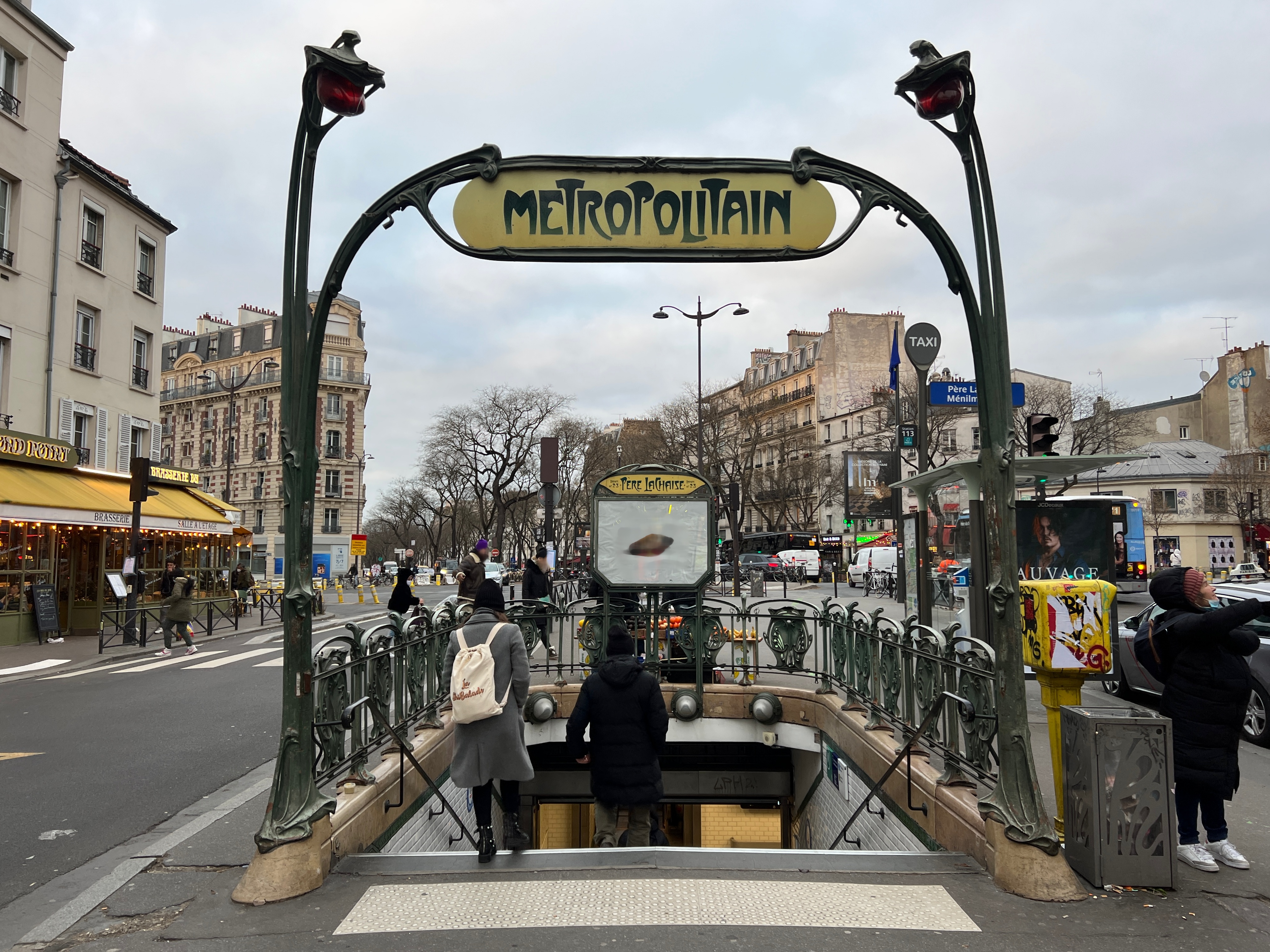
Allée Nicole-Girard-Mangin
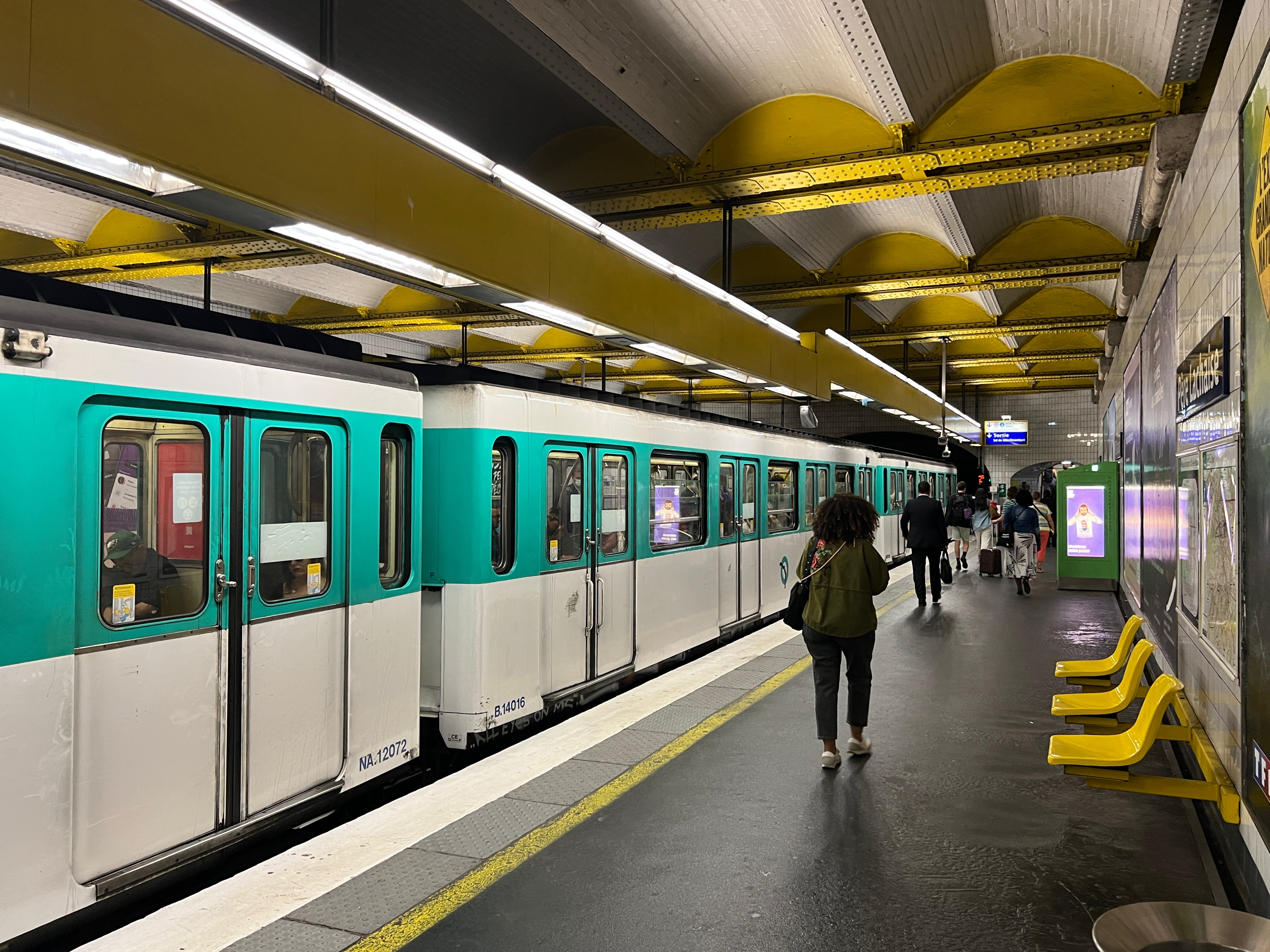
Linje 3
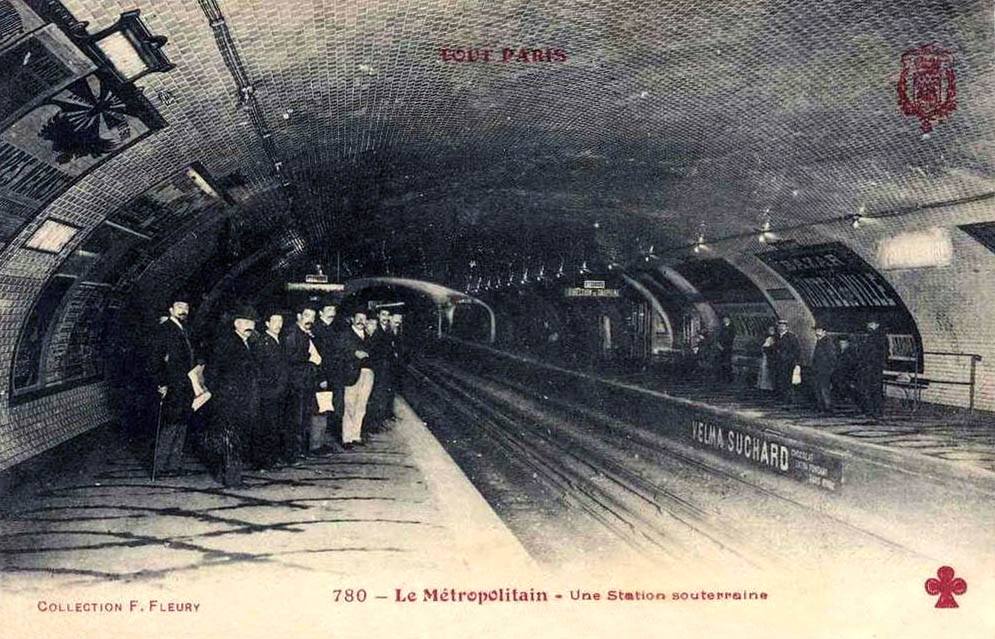
Linje 2, station från 1903